# Ko Phi Phi
Ko Phi Phi (Thai เกาะพีพี = Inseln Phi Phi) ist eine Inselgruppe (Mu Ko – หมู่เกาะ) in der Andamanensee vor der Westküste von Süd-Thailand – bestehend aus der Hauptinsel Phi Phi Don (พีพีดอน) und der kleineren Nebeninsel Phi Phi Le (พีพีเล).
Im Norden liegen die kleineren Ko Mai Phai (Bambus-Insel, เกาะไม้ไผ่) und Ko Yung (Moskito-Insel, เกาะยุง), welche lediglich von einigen Fischern bewohnt sind. Im Süden befinden sich die unzugänglichen felsigen Ko Bida Nai (เกาะบิด็ะใน) und Ko Bida Nok (เกาะบิด็ะนอก). Sie sind wegen der Artenvielfalt der umgebenden Korallenriffe und steilen Wände – die bis zu 24 Meter in die Tiefe reichen – bei Tauchern sehr beliebt. 
Gemeinsam bilden sie den 390 km² großen Hat Noppharat Thara Marine-Nationalpark (อุทยานแห่งชาติหาดนพรัตน์ธารา) im Amphoe Mueang, Provinz Krabi und bieten ein ideales Umfeld für Wasser- und Tauchsportaktivitäten vor dem Hintergrund hoch aufragender, von den Naturgewalten skurril bearbeiteter Felsformationen. Doch der Tourismus, darunter viele Tagesbesucher, bedroht die empfindliche Ökostruktur der für einen Massenbesuch zu kleinen Inseln. 
Am seitdem bekannten Strand in der Maya-Bucht (Ao Maya – อ่าวมาหยา) von Ko Phi Phi Le wurde der Film The Beach gedreht.

## Galerie

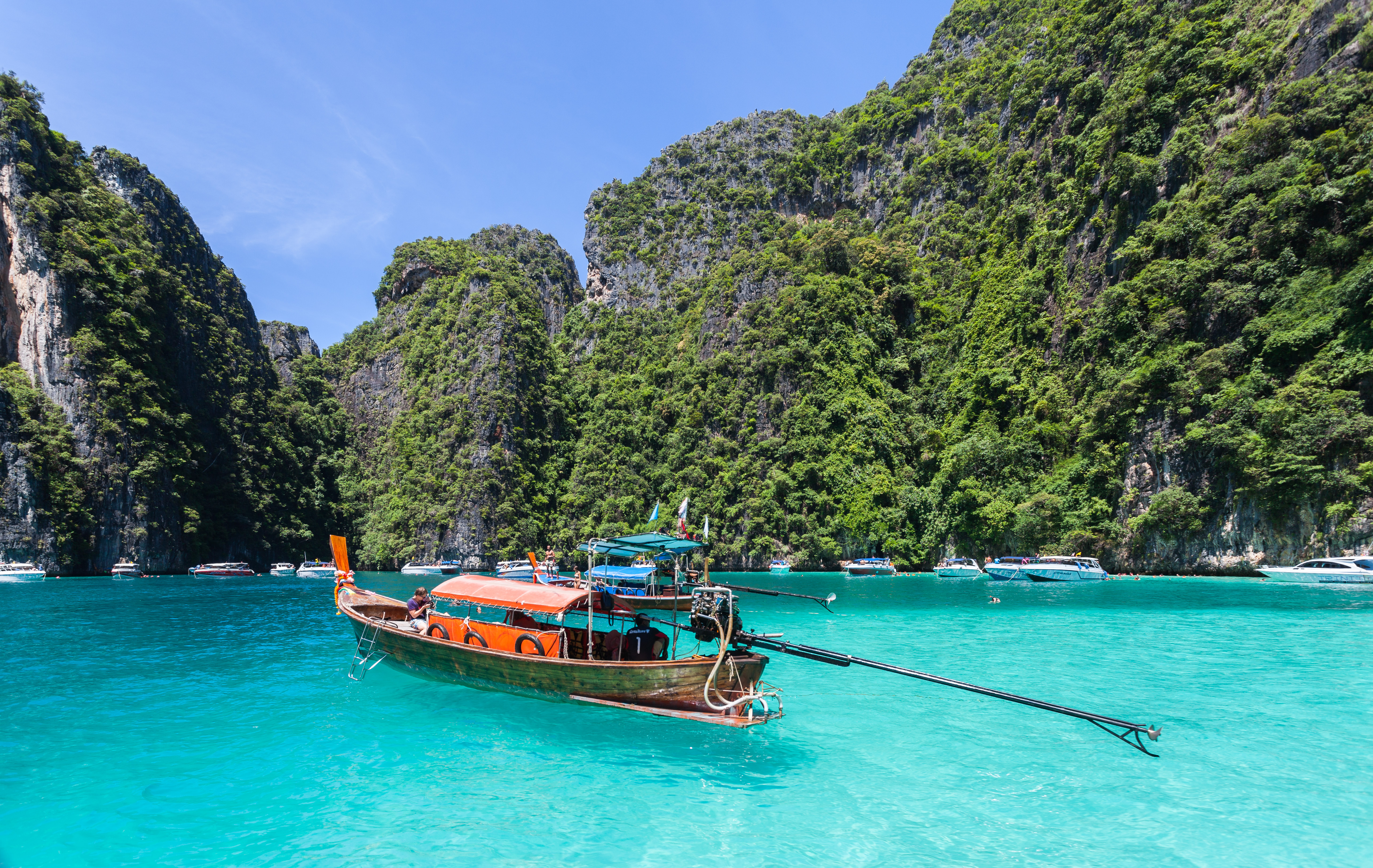
Boot vor Ko Phi Phi Le
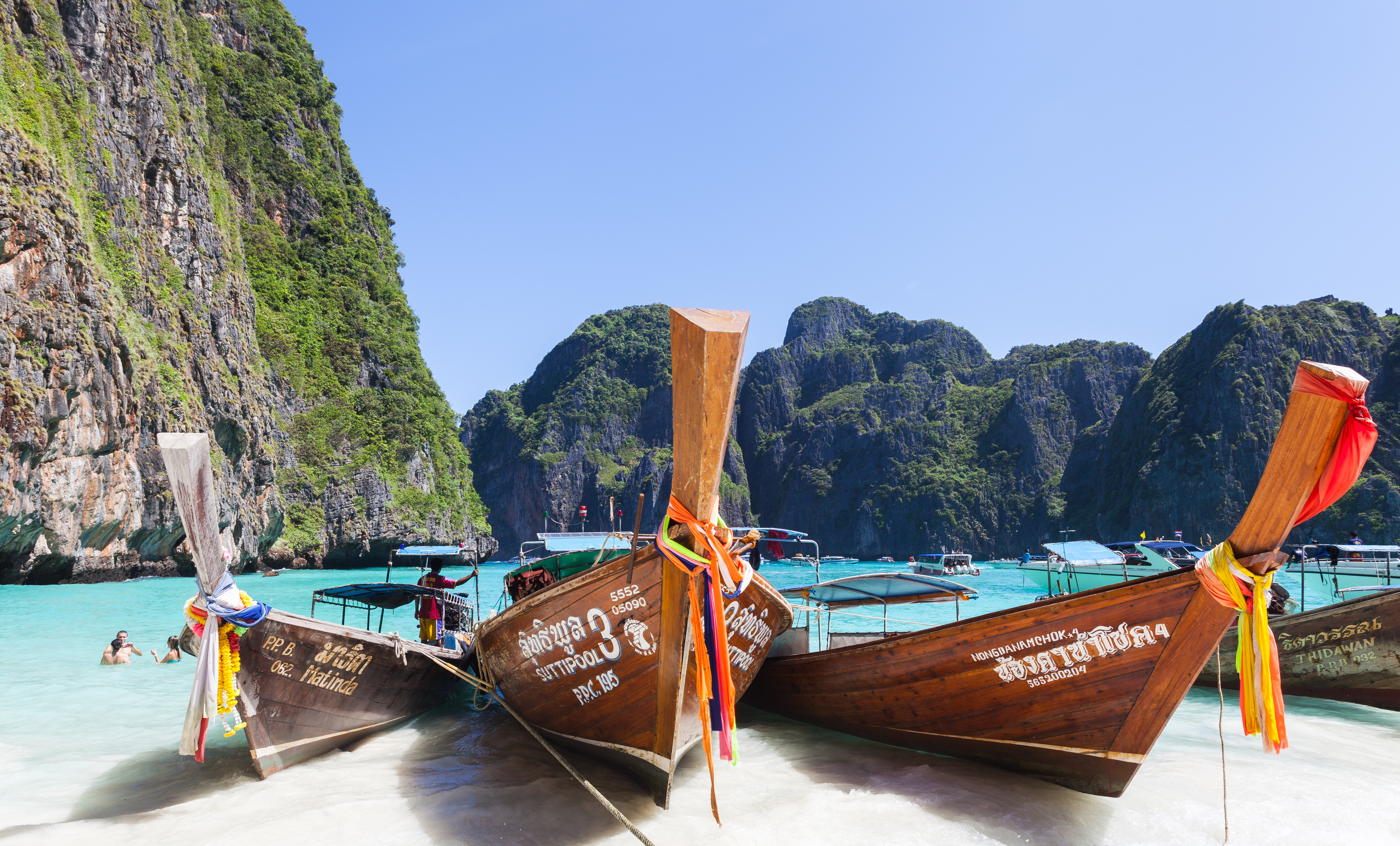
Boote am Maya-Strand
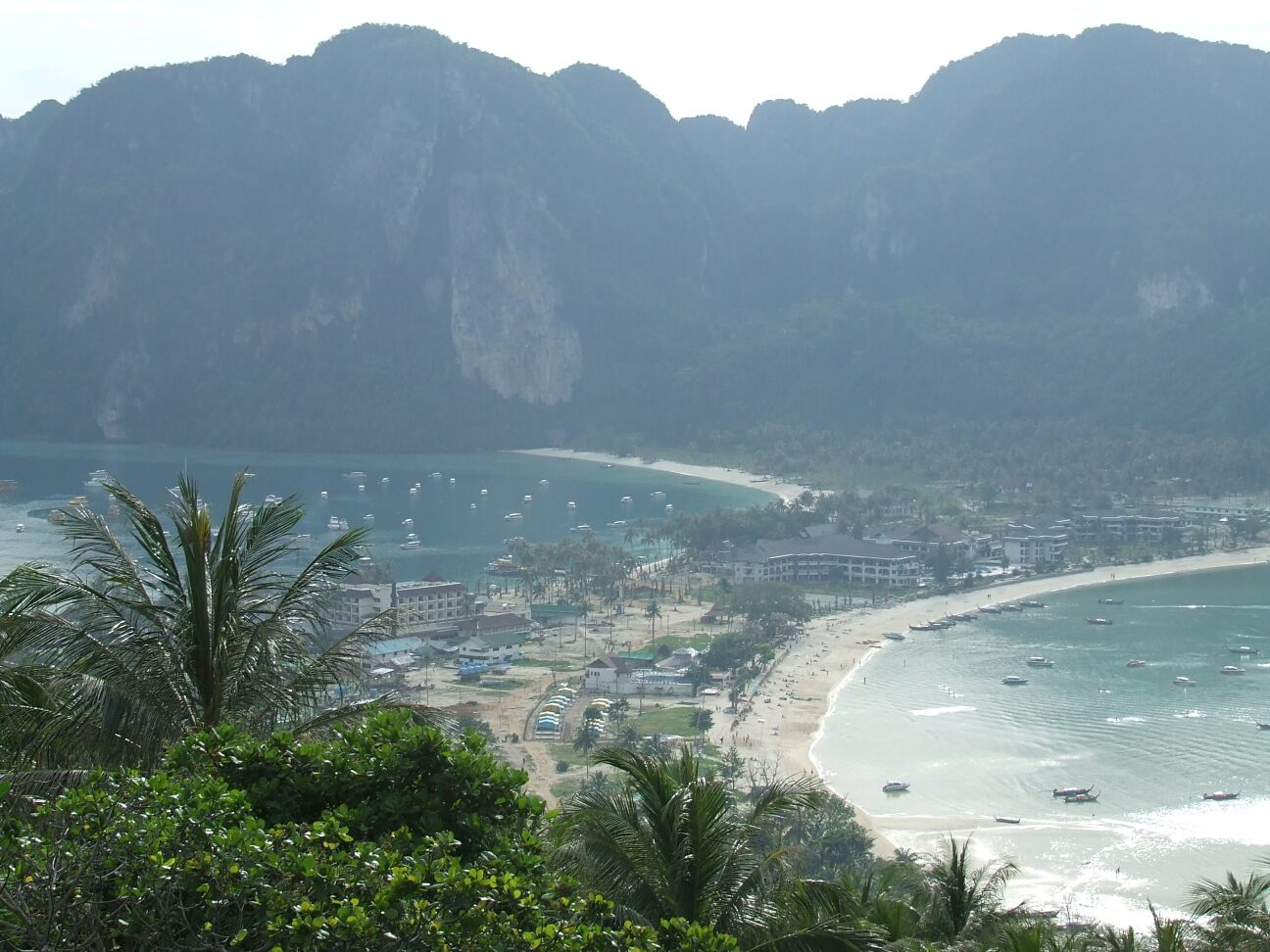
Der Isthmus von Ko Phi Phi Don (2006)
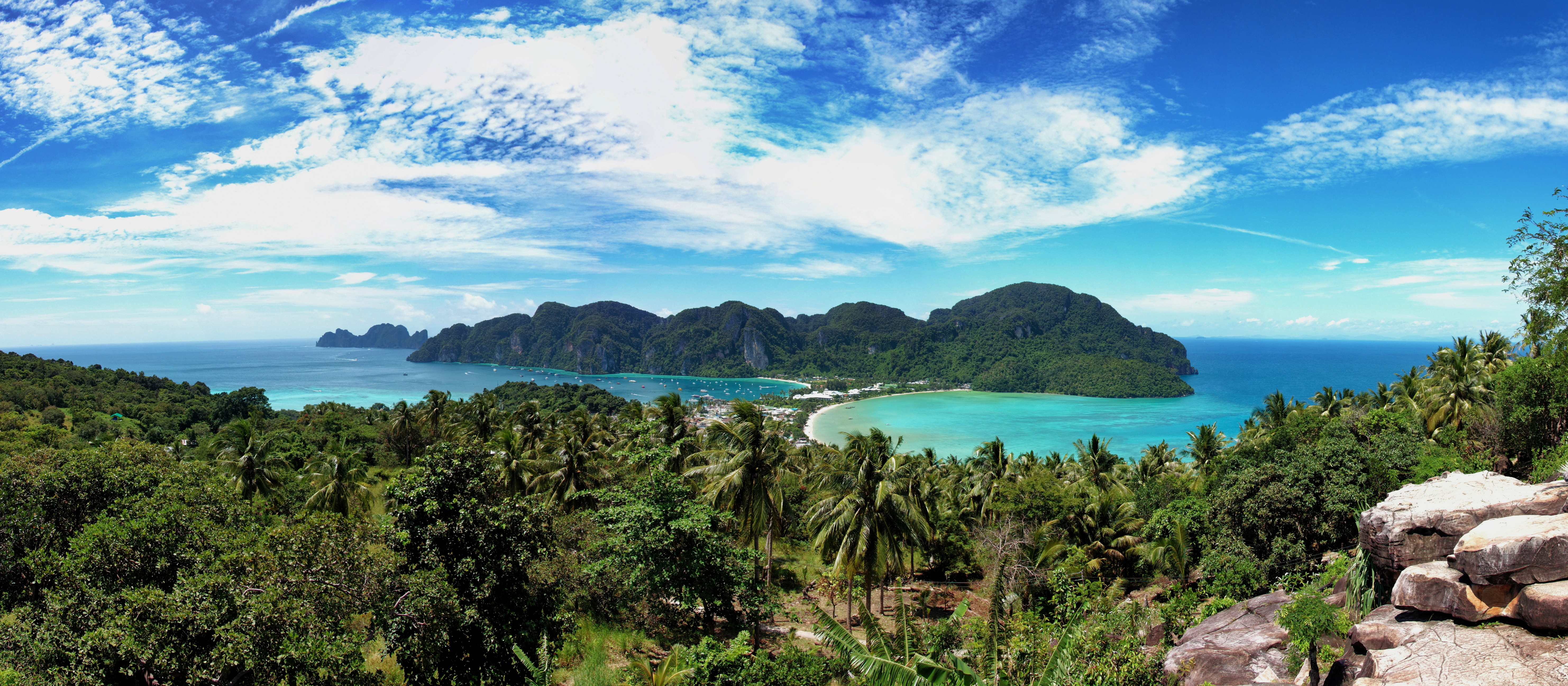
Panorama von Ko Phi Phi Don (2011)